# Fringilla
Fringilla är ett litet släkte i familjen finkar bestående av åtta arter, varav tre endast förekommer i Kanarieöarna.

## Utbredning och systematik
Traditionellt består släktet av endast tre arter: bofink, bergfink och blåfink. Den senare som endast förekommer i Kanarieöarna delades dock 2016 upp i arterna grancanariablåfink och teneriffablåfink baserat på studier som visade på skillnader i genetik, läten och utseende. Efter studier från 2021 delas även bofinken upp, i hela fem arter: afrikansk bofink, azorbofink, madeirabofink, kanariebofink och bofink i begränsad mening. Fringilla är systergrupp till alla andra arter i familjen finkar.

## Utseende och fältkännetecken
Både bergfink och bofinkarna mäter mellan 14 och 16 cm, medan blåfinkarna är något större med sina 16–18 cm. De är kompakta och framtunga till kroppsformen och har lång stjärt. De har en grov koniskt formad näbb. Alla arter har en "hoppande" flykt. När den flyger drar den in vingarna en liten stund och sedan fäller den ut vingarna, vilket ger en effekt som gör att den flyger i bågar.

## Levnadssätt
Unikt för familjen finkar ger alla arter i släktet Fringilla sina ungar för det mesta insekter. Arterna inom släktet söker för det mesta sin föda på marken.

## Status
Bergfink och bofink är vida spridda och mycket talrika. Afrikansk bofink har en rätt stor utbredning i Nordafrika. Blåfinkarna har små utbredningar och är därför känsliga för förändringar i deras levnadsmiljö. Teneriffablåfinken anses vara nära hotad, medan kanarieblåfinken är starkt hotad. Även tre av bofinksarterna har begränsade utbredningar, men deras hotstatus har inte officiellt fastställts.